# Dominique Malonga (Basketballspielerin)
Dominique Malonga (* 16. November 2005 in Jaunde) ist eine französische Basketballspielerin.

## Laufbahn
Beide Elternteile der in Kamerun geborenen Malonga waren kongolesische Basketballnationalspieler. Sie kam mit dem Beginn des Eintritts ins Collège nach Frankreich. Sie spielte beim Verein Paris Basket 18, dann in Rueil-Malmaison. Hernach wurde sie am französischen Leistungszentrum INSEP gefördert, wechselte 2021 zu Lyon ASVEL Féminin und bestritt mit dem Verein ihre ersten Einsätze in der höchsten französischen Spielklasse. Wie ihr Landsmann Victor Wembanyama wurde Malonga als Ausnahmebegabung eingeschätzt, von Medien angestellte Vergleiche zwischen ihr und Wembanyama wies sie von der Hand. Bei der U17-Weltmeisterschaft gewann Malonga 2022 mit Frankreich Bronze.
Im Sommer 2023 wechselte sie auf Vereinsebene zu Tarbes Gespe Bigorre und kehrte nach einjähriger Ausleihe zu ASVEL zurück. Im August 2024 gewann sie mit Frankreich Silber bei den Olympischen Sommerspielen von Paris. Ende Oktober 2024 gelang Malonga eine Seltenheit im weiblichen Basketballsport: Sie erzielte erstmals in einem Spiel einen Dunking.
Mitte April 2025 wurde sie im Draftverfahren der US-Liga WNBA an zweiter Stelle aufgerufen, die Mannschaft Seattle Storm sicherte sich damit die Rechte an der Französin. 2025 spielte sie erstmals für Seattle, zur Saison 2025/26 wechselte Malonga zu Fenerbahçe Istanbul.

## Erfolge
- Eurocup-Siegerin 2023[13]
- Französische Meisterin 2023[14]
- Bronze bei der U17-WM 2022
- Beste Nachwuchsspielerin der französischen Liga 2023/24[15]
- Silbermedaille bei den Olympischen Sommerspielen 2024